# Göricke
La Maschinenfabrik August Göricke (Fábrica de Máquinas August Göricke), fundada en Bielefeld el 24 de diciembre de 1874, fue uno de los fabricantes alemanes de bicicletas más importantes. En 1964, la empresa fue comprada por Pantherwerke AG, que desde entonces produce bicicletas con las marcas Göricke y Panther.

## Historia

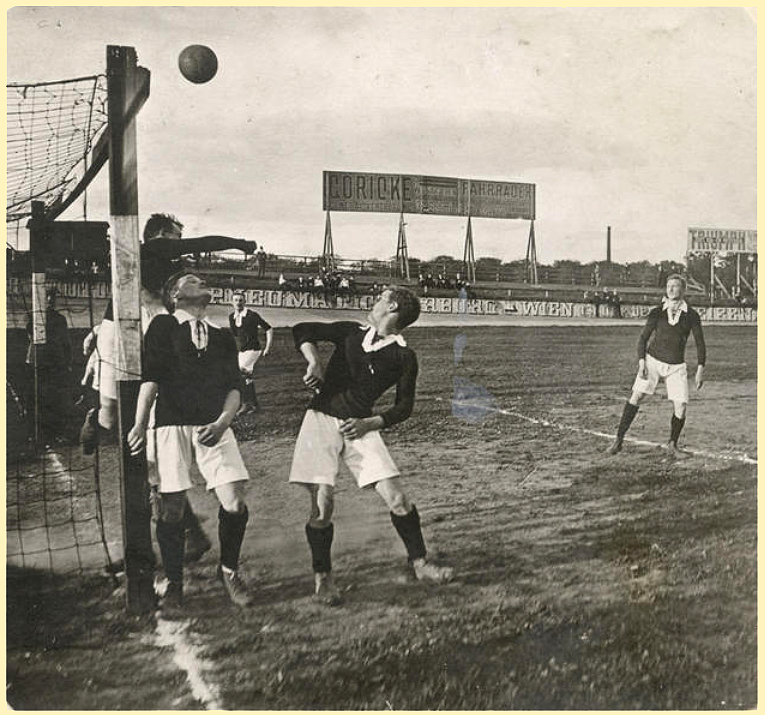
Partido de fútbol en Hannover (25 de septiembre de 1910): Al fondo de la imagen, aparece un anuncio de Göricke Fahrräder y de Triumph (Fotografía documental del Museo de Historia de Hannover)

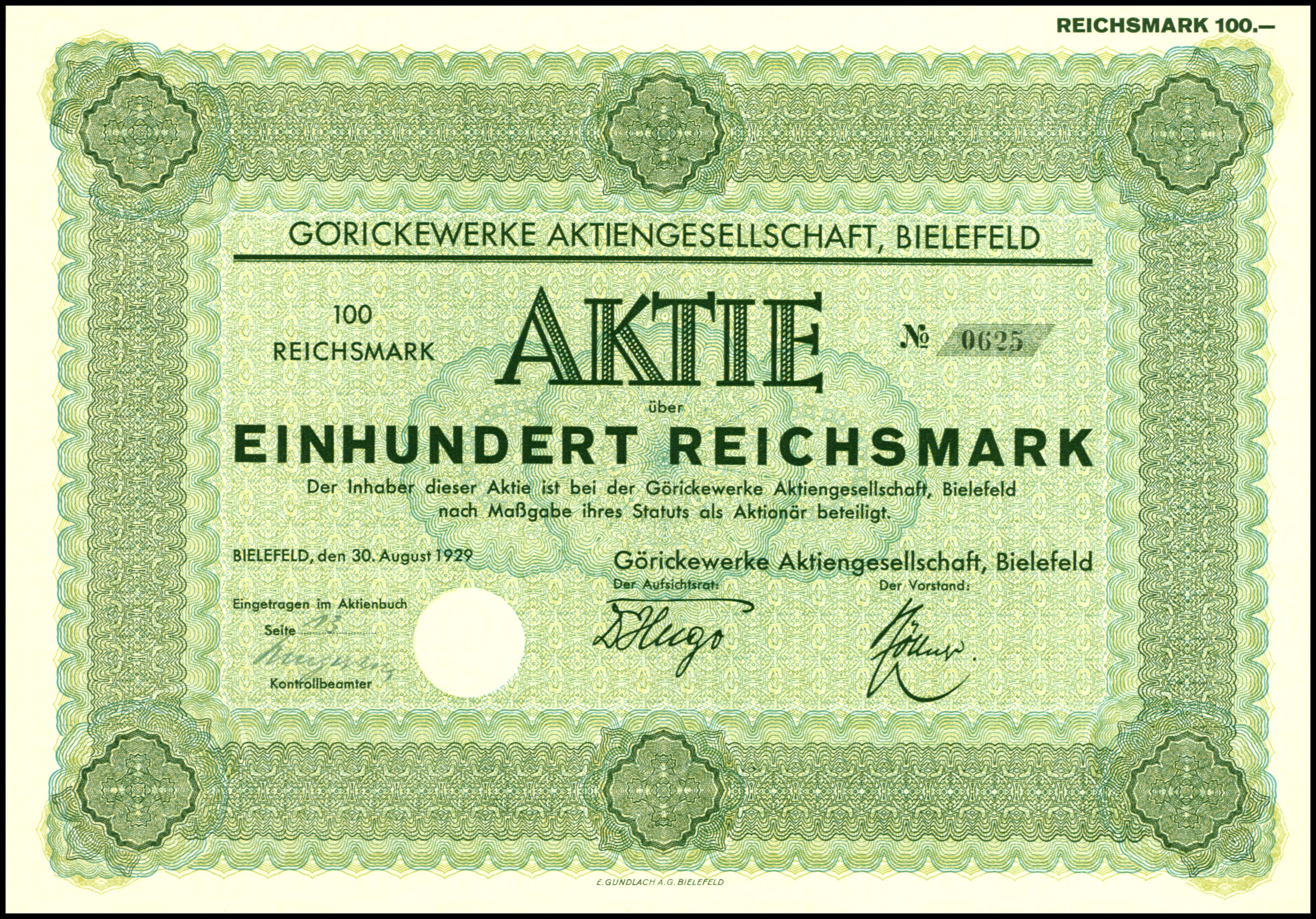
Acción de 100 marcos de la compañía Göricke (30 de agosto de 1929)

Göricke comenzó a fabricar bicicletas en 1895. En 1899 pasó a llamarse Bielefeld Maschinen- und Fahrradwerke AG, August Göricke. A partir de 1903 también se produjeron motocicletas. En 1921 se le cambió de nuevo el nombre a la compañía, que pasó a denominarse Görickewerke A.G.
Un año después de la bancarrota de 1929, un consorcio alemán-holandés denominado N.V.T.E. ( (Naam Looze Vennootschap tot Exploitatieder Göricke Fabrieken) compró la empresa, que pasó a ser una compañía de responsabilidad limitada. En octubre de 1941, después de la fusión con Maschinen- und Apparatebau Erich Nippel, se le cambió el nombre a Göricke-Fahrrad- und Maschinenfabrik, Nippel & Co.
Desde 1964, la marca Göricke ha sido producida por Pantherwerke AG, radicada en la localidad de Löhne.
En 1955, las bicicletas de la marca comenzaron a ser producidas en Brasil, en la ciudad de Sao Paulo. La producción de las Göricke brasileñas duró hasta mediados de los años 1960. Eran bicicletas resistentes y duraderas, producidas siguiendo el estándar de calidad alemán de la época. Se importaron pocos componentes (como el buje contra-pedal Renak), siendo la mayor parte de las piezas producida en la nación sudamericana. También produjo componentes para varias otras marcas nacionales de la época, fabricadas en diversas regiones del país. Marcas como Henke, Sieger, Prosdócimo, Abul, Bergamo, Wolf o Patria, utilizaron cuadros producidos por la Göricke brasileña.

## Productos
Desde 1899 se fabricaron bicicletas con transmisión cardán. A partir de 1932 se inició la producción de bicicletas de duraluminio.
La compañía también fabricó ciclomotores y motocicletas. La gama de motocicletas incluyó modelos con motores de hasta 500 cc. En el período que comenzó a partir de los años 1950, Göricke instaló principalmente motores del grupo Schweinfurt, Fichtel & Sachs y de JLO, con cilindradas de 50 a 200 cc.
Entre 1907 y 1908, la compañía también produjo un triciclo automóvil.

## Imágenes
|  |  |  |  |